# Франсиско де Суньига Авельянеда-и-Веласко
Франсиско де Суньига Авельянеда-и-Веласко (исп. Francisco de Zúñiga Avellaneda y Velasco; около 1475 — 5 октября 1536, Вальядолид) — испанский аристократ и политик из дома Суньига, 3-й граф Миранда дель Кастаньяр (1492—1536), гранд Испании, 12-й сеньор Авельянеда, Аза, Фуэнте Альмедхир, Пеньяранда-де-Дуэро, Искар, Канделеда и другие города, член Государственного совета католических монархов, генерал-капитан моря (1505 г.), член Союза дворян в Войне против восставших комунерос в Кастилии, вице-король Наварры (1522—1529), член Государственного совета Карлоса I, майордом императрицы Изабеллы Португальской, кавалер Ордена Золотого руна.

## Биография
Старший сын Педро де Суньига-и-Авельянеда, 2-го графа Миранда дель Кастаньяр, 11-го сеньора Авельянеда, Искар и Пеньяранда-де-Дуэро, который умер 5 октября 1492 года, и его жены Каталины де Веласко-и-Мендоса, дочери Педро Фернандеса де Веласко, 2-го графа Аро, 1-го наследственного констебля Кастилии, и его жены Менсии де Мендоса-и-Фигероа.
Франсиско, после смерти своего отца, стал 3-м графом Миранда-дель-Кастаньяр, женился на Марии Энрикес де Карденас, дочери Гутьерре де Карденас Чакон, старшего комендадора Леона в Ордене Сантьяго, смотрителя крепости Альмерия, и его жена Тереза Энрикес, двоюродной сестры короля Фернандо II Католика, дочери 3-го адмирала Кастилии Алонсо Энрикеса де Киньонеса и Марии де Веласко. Брачные соглашения были заключены в Тарасоне 24 сентября 1495 года. У них было несколько детей:
- Франсиско де Суньига-и-Авельянеда, 4-й граф Миранда дель Кастаньяр, старший сын и преемник отца
- Гутьерре де Суньига-и-Авельянеда, женат на Херониме Хирон де Фигероа.
- Гаспар де Суньига-и-Авельянеда, архиепископ Севильи, архиепископ Сантьяго, примас Испании
- Ана де Суньига-и-Авельянеда, дама при дворе императрицы Изабеллы, была первой настоятельницей монастыря францисканских концептуалистов Пеньяранда-дель-Дуэро, основанного её родителями в 1528 году.
- Тереза де Суньига-и-Авельянеда, замужем за Педро де Суньига-и-Орантес, её двоюродным братом, маркизом Агилафуэнте.
- Каталина де Суньига-и-Авельянеда, замужем за Луисом де Сандовал-и-Энрикесом, 3-м маркизом Дения, 2-м графом Лерма, основала майорат в 1521 году для своего второго сына Гутьерре де Карденас и составила завещание в 1533 году. Император Карл V утвердил королевским указом от 30 мая 1535 года основание майората.

## На службе у королевы Кастилии Хуаны I
Франсиско и его тесть Гутьерре де Карденас приветствовали в Фуэнтеррабии 26 января 1502 года и представили принцессу Хуану и её мужа принца Филиппа Красивого, герцога Бургундского на их первой остановке в Испании, следовавшей из Фландрии через Францию. Принцесса Хуана должна была быть приведена к присяге как принцесса Астурийская и наследница короны Кастилии. Церемония присяги принцессы Астурийской и примирения с католическими монархами Изабеллой I и Фердинандом II состоялась в соборе Толедо 27 мая 1502 года.
Франциско де Суньига был назначен членом государственного совета католических монархов. Королева Кастилии Изабелла I умерла 26 ноября 1504 года. Король Фердинанд II Католик, занимавший пост губернатора Кастилии с 1505 года, в начале 1506 года отправил графа Миранду с несколькими кораблями в Фалмут, чтобы привезти из Англии, где он посетил Каталину Арагонскую, сопровождал королеву Кастилии Хуану I и Филиппа Красивого в Испанию. Флотилия высадилась в Ла-Корунье 26 апреля 1506 года.
Король Кастилии Филипп I Красивый назначает Франсиско генерал-капитаном моря. Но правление Филиппа I длилось недолго, его смерть закончилась в Бургосе 25 сентября 1506 года.
Граф Миранда, Франсиско де Суньига, констебль Кастилии, Иньиго Фернандес де Веласко, маркиз де Агилар-де-Кампоо, Луис Фернандес Манрике де Лара и маркиз де Фальсес, Алонсо Каррильо, предоставили в 1516—1518 годах три документа, подтверждающих их конфедерацию.

## На службе у Карла I Испанского
Император Священной Римской империи и король Испании Карлос V после своей коронации в 1520 году реформировали достоинство гранда, разделив титулы и достоинства, и создали 25 грандов Испании, два из них для дома Суньига, один для герцога Бехара, Альваро де Суньига-и-Гусмана, а другой — для графа Миранды Франсиско де Суньига Авельянеда-и-Веласко.
Он был членом Лиги грандов и дворян в борьбе против восстания коммунерос, известного как Война общин Кастилии. Дворяне собирают свои силы и сражаются вместе с имперской армией во главе с графом Аро против восставших. Он участвовал в осаде Риосеко и взятии Тордесильяса зимой 1520 года. В Хорнада-де-Вильялар 23 апреля 1521 года армия комунерос потерпела поражение, а их капитаны Падилья, Браво и Мальдонадо были обезглавлены 24 апреля 1521 года.
Франсиско был назначен капитаном-генералом и вице-королем Наварры императором Карлосом V 1 ноября 1521 года. Граф Миранда приведен к присяге в качестве капитан-генерала и вице-короля Наварры 20 марта 1522 года. Граф Миранда занимает должность вице-короля Наварры с 1522 по 1529 год. 25 марта 1522 года он прибыл в Тудела-де-Памплона со многими магнатами, чтобы целовать ноги Святому Понтифику (Адриано VI), с намерением вернуться в свою резиденцию в тот же ден. Инструкцией императора Священной Римской империи Карлоса V и короля Испании Карлоса I, данной императрице Изабелле во время её первого регентства в Испании из-за её отсутствия в 1528 году, назначаются члены Государственного совета: архиепископ Толедо, архиепископ Сантьяго, граф Миранда и Хуан Мануэль. Франсиско назначается в 1528 году вторым старшим майордомом императора, а в 1529 году старшим майордомом императрицы Изабеллы.
Франсиско и его жена основали монастырь францисканских концептуалистов в Пеньяранда-де-Дуэро в 1528 году. Строительство было завершено его внуком Хуаном, 6-м графом Миранда. Церковь имеет пантеонный характер. Первой аббатисой была его дочь Ана. Её дворец в Пеньяранда-де-Дуэро, строительство которого началось в 1530 году и было завершено во времена его сына Франсиско, 4-го графа Миранда в 1550 году, представляет собой великолепное произведение в стиле ренессанс, объявленный Национальным историческим памятником.
Франсиско был избран кавалером Ордена Золотого Руна императором Священной Римской империи Карлом V, магистром и суверенным главой ордена, в капитуле, проходившем в соборе Турне, Фландрия, с 3 по 5 декабря 1531 года.
Франсиско сопровождает императрицу Изабеллу на кортесы в Сеговии в 1532 году, а также участвовал в свите императрицы из Мадрида в Барселону для приема императора Карла V в феврале 1533 года. В апреле 1535 года император Карл V отправился в экспедицию против Туниса. Франсиско сообщил Карлу V в своем письме от 30 июня 1535 года, во время его отсутствия в Италии, о рождении и крещении принцессы Хуаны.
Франсиско переизбирается императором Карлом V членом государственного совета в 1535 году. Франсиско де Суньига Авельянеда-и-Мендоса умер 5 октября 1536 года и был похоронен в Бургосском монастыре Санта-Мария-де-ла-Вид, где его останки покоятся до сих пор. Они находятся в урне рядом с главным алтарем главной церкви. Он был 3-м графом Миранда дель Кастаньяр, сеньором Авельянеда, Аза, Искара, Фуэнте Альмехир и Пеньяранда-де-Дуэро, грандом Испании, кавалером Ордена Золотого Руна.